# 1328 км (зупинний пункт)
1328 км —  пасажирський залізничний зупинний пункт Запорізької дирекції Придніпровської залізниці на електрифікованій лінії Федорівка — Джанкой між зупинними пунктами Джимбулук (3 км) та Платформа 1334 км (6 км). Розташований неподалік села Новий Труд Генічеського району Херсонської області. На схід від зупинного пункту пролягає автошлях міжнародного значення М18E105 (Харків — Сімферополь).

## Пасажирське сполучення
До повномасштабного російського вторгнення в Україну (з 2022) на зупинному пункті  зупинялися приміські електропоїзди сполученням Запоріжжя — Новоолексіївка — Сиваш.